# Festival national de chanson polonaise d'Opole

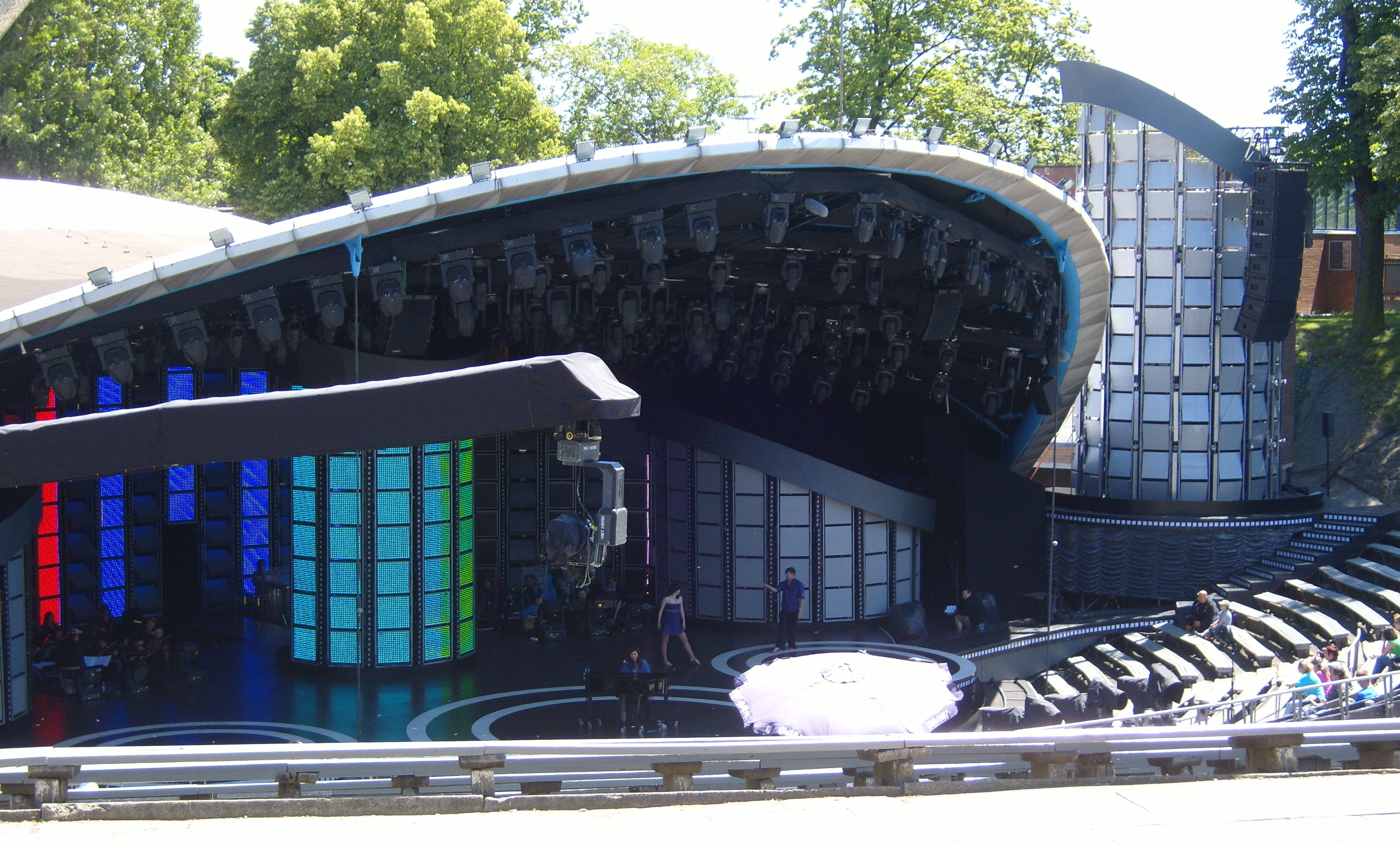
Le lieu où se déroule le festival

Le Festival national de chanson polonaise (Krajowy Festiwal Piosenki Polskiej w Opolu,  (KFPP Opole)), organisé depuis 1963 dans la ville d'Opole (dans le Sud de la Pologne), accueille tous les ans de nombreux musiciens polonais. Ce festival se veut généraliste et tous les genres de musique y sont joués.
C'est le plus important événement culturel de la ville d'Opole, existant depuis 50 ans. Il se déroule habituellement fin juin, sur deux journées. Ses sponsors sont Polskie Radio et Telewizja Polska. Il se déroule dans l'Amphithéâtre du millénaire (Amfiteatr Tysiąclecia), construit à l'initiative du maire, Karol Musioł, sur des plans de l'architecte Florian Jesionowski. Il est devenu un des symboles de la ville.